# Зайцево (Гагаринский район)
Зайцево — деревня в Гагаринском районе Смоленской области России. Входит в состав Потаповского сельского поселения. Население — 16 жителей (2007 год).
Расположена в северо-восточной части области в 6 км к юго-западу от Гагарина, в 1 км южнее автодороги М1 «Беларусь», на берегах рек Малой Гжати и Полишни. В 8 км севернее деревни расположена железнодорожная станция Гагарин на линии Москва — Минск.

## История
В годы Великой Отечественной войны деревня была оккупирована гитлеровскими войсками в октябре 1941 года, освобождена в марте 1943 года.